# María (teleregény, 1995)
A María (eredeti cím: María la del barrio) 1995 és 1996 között vetített mexikó teleregény, amelyet Inés Rodena alkotott. 
A főbb szerepekben Thalía,  Fernando Colunga, Irán Eory, Ricardo Blume és Itatí Cantoral. A „María-trilógia” utolsó műve. Az 1979-es Los Ricos También Lloran című mexikói telenovella remake-je.
Mexikóban 1995. augusztus 14-én a Canal de las Estrellas. Magyarországon az RTL Klub 2001-ben mutatta be.
A forgatást nehezítette, hogy 1996. februárban a főhőst alakító Thalía kimerültségből adódó szívritmuszavara miatt néhány epizódban nem szerepelhetett; visszatéréséig bejátszások voltak láthatóak az előző epizódokból.

## Ismertető
María egy szerény, szegénységben felnőtt lány. Otthonából hiányoznak a megélhetés szükségletei, ezért guberálnia kell a város szeméttelepein. Bár társadalmi helyzete alacsony, a lány nem veszíti el szimpátiáját, optimizmusát, és emellett szép is. Keresztanyja, Casilda kiskora óta vigyázott rá, erkölcsi értékeket és szerény nevelést adott neki. Amikor Casilda meghal, María egyedül marad, egyetlen támasza Honorio atya, aki otthont szerez neki: a milliomos Don Fernando házát. Beköltözése után Maríát megveti Victoria, Don Fernando felesége, és idősebbik fia, Luis Fernando. Az utóbbi egy felelőtlen fiatalember, aki mivel nem tud María felett uralkodni, úgy dönt, hogy szórakozásból udvarolni kezd neki, anélkül, hogy el tudná képzelni, milyen következményekkel jár a kapcsolat. Soraya nagyon erős ellenfél María számára, aki képes bármilyen cselre, hogy feleségül mehessen Luis Fernandóhoz. Soraya Victoria bátorítására hazugságokkal és rágalmakkal akarja kompromittálni a gazdag fiút. María és Luis Fernando eltökélik, hogy boldogok lesznek, ennek ellenére mindkettejükre kemény próbák várnak, és le kell győzniük az útjukban álló akadályokat.

## Szereplők

### Főszereplők
| Szereplő                               | Színész              | Magyar hang         |
| -------------------------------------- | -------------------- | ------------------- |
| María Hernández Rojas de de la Vega    | Thalía               | Kiss Virág          |
| Luis Fernando de la Vega               | Fernando Colunga     | Lux Ádám            |
| Soraya Montenegro                      | Itatí Cantoral       | Farkasinszky Edit   |
| Victoria Montenegro de de la Vega      | Irán Eory            | Bókai Mária         |
| Fernando de la Vega                    | Ricardo Blume        | Szokolay Ottó       |
| Vladimir de la Vega Montenegro         | Héctor Soberón       | Sótonyi Gábor       |
| Guadalupe "Lupe" Linares               | Meche Barba          | Illyés Mari         |
| "Nana" Calixta Popoca                  | Silvia Caos          | Gruiz Anikó         |
| Casilda Pérez                          | Aurora Molina        | Némedi Mari         |
| Agripina Pérez                         | Carmen Salinas       | Némedi Mari         |
| Seño Caro                              | Pituka de Foronda    | Kassai Ilona        |
| Honorio atya                           | Tito Guízar          | Izsóf Vilmos        |
| Vanessa de la Vega                     | Monserrat Gallosa    | Haffner Anikó       |
| Pedro Díaz                             | Sebastián Garza      | Boros Zoltán        |
| Carlota                                | Rebeca Manríquez     | Makay Andrea        |
| Felipa de González                     | Beatriz Moreno       | Csizmadia Gabriella |
| Urbano González                        | Raúl Padilla         | Pálfai Péter        |
| Brenda Ramos del Real                  | Alejandra Procuna    | Kisfalvi Krisztina  |
| Rufina                                 | Yadira Santana       | Csampisz Ildikó     |
| Penélope Linares de Cano               | Ana Patricia Rojo    | Mezei Kitty         |
| Veracruz                               | René Muñoz           | Rudas István        |
| Raymunda vda. Robles del Castillo      | Emilia Carranza      | Papp Györgyi        |
| José María Cano "Papacito"             | Roberto Blandón      | Holl Nándor         |
| María de los Ángeles "Tita" de la Vega | Ludwika Paleta       | Roatis Andrea       |
| Fernando "Nandito" de la Vega          | Osvaldo Benavides    | Simonyi Balázs      |
| Dr. Carreras                           | Antonio Medellín     | Csuha Lajos         |
| Matilde nővér                          | Lilia Michel         | Várnagy Katalin     |
| Dr. Rodrigo Suárez                     | Juan Antonio Edwards | Breyer Zoltán       |
| Verónica Robles                        | Jessica Jurado       | Spilák Klára        |
| Caridad                                | Ninón Sevilla        | Bessenyei Emma      |
| Elisa                                  | Sara Montes          | Fabó Györgyi        |
| Antonia                                | Claudia Ortega       | Závodszky Noémi     |

### Mellékszereplő
| Szereplő                    | Színész             | Magyar hang                                       |
| --------------------------- | ------------------- | ------------------------------------------------- |
| Gonzalo Dorantes            | Sebastián Ligarde   | Pálfai Péter (1. hang) Galbenisz Tomasz (2. hang) |
| Abelardo Armenteros         | Enrique Lizalde     | Melis Gábor                                       |
| Aldo Armenteros             | Mauricio Aspe       | Csőre Gábor                                       |
| Esperanza Calderón          | Ariadna Welter      | Martin Márta                                      |
| Alicia Montalbán Smith      | Yuliana Peniche     | Molnár Ilona                                      |
| Óscar Montalbán             | Manuel Saval        | Tarján Péter                                      |
| Dr. Ricardo Mejía           | Arturo Muñoz        | Imre István                                       |
| Dr. Daniel Ordóñez          | Ariel López Padilla | Selmeczi Roland                                   |
| Bernardo                    | Rodrigo Abed        | Seszták Szabolcs                                  |
| Betty                       | Margarita Magaña    | Csampisz Ildikó                                   |
| Perlita Ordóñez             | Natasha Dupeyrón    | Czető Zsanett                                     |
| Carlitos Ordóñez            | Esteban Moldován    | Baradlay Viktor                                   |
| Bíró                        | Eric del Castillo   | Vizy György                                       |
| Cecilia                     | Frances Ondiviela   | Juhász Judit                                      |
| Murillo kapitány            | Enrique Muñoz       | Rosta Sándor                                      |
| Rosenda, a börtönőr         | María Prado         | Erdélyi Mari                                      |
| Grindelia "Leona" Campuzano | Irlanda Mora        | Németh Kriszta                                    |
| Cutberta                    | Isabel Martínez     | Papp Györgyi                                      |
| Matilda Chávez              | Irma Torres         | Andai Kati                                        |
| Gracia Valdés               | Rocío Sobrado       | Árkosi Kati                                       |
| Remedios vda. de Ordóñez    | Eva Calvo           | Kassai Ilona                                      |
| Dr. Keller                  | Alejandro Tommasi   | Katona Zoltán                                     |
| Miguel Rosales              | Javier Gómez        | Tarján Péter                                      |
| Osvaldo Treviño             | Jorge Cáceres       | Tóth Roland                                       |
| Fantom                      | Roberto Ballesteros | Bognár Tamás                                      |
| Manotas                     | Eduardo Arroyuelo   | Pálmai Szabolcs                                   |
| Balbina                     | Genoveva Pérez      | Mednyánszky Ági                                   |
| Zamora                      | Javier Ruán         | Garai Róbert                                      |

### Magyar változat
- Főcím: Tóth G. Zoltán
- Magyar szöveg: Kiss Katalin, Zámbori Márta, Móré Annamária, Németh Renáta, Kiss Barnabás
- Hangmérnök: Hidvégi Csaba
- Vágó: Ullmann Gábor
- Rendezőasszisztens: Szász Andrea
- Gyártásvezető: Albecker Gabriella
- Szinkronrendező: Gyarmati Gergely
- Producer: Kovács Zsolt

A szinkront a Szinkron Systems készített.

## Érdekességek
- Fernando Colunga-nak ez volt az első főszerepe a Televisánál. A színész és Thalía már dolgoztak együtt a Maria Mercedes és a Marimar című sorozatokban is.
- Itatí Cantoral Soraya Montenegrójából az évek alatt, egy internetes mém lett. Soraya emlékezetes "Maldita lisiada" felkiáltásával, és örökös hisztérikus kirohanásaival, az egyik legismertebb női telenovella gonosszá vált, rögtön a Cuna de lobos című sorozat, María Rubio által életre keltett, kimért Catalina Creelje után.
- Fernando Colunga és Ana Patricia Rojo később az Esmeralda sorozatban játszottak együtt, ahol szintén szeretőket alakítottak.
- Ricardo Blume (Don Fernando)  már játszott a sorozat 1979-es verziójában is, ahol ő játszotta a férfi főhőst.
- Az új remake a 2006-os Marina telenovella a Telemundo-tól, amelynek főszereplői Sandra Echeverría és Mauricio Ochmann.
- Thalía, Manuel Saval, Ninón Sevilla, René Munoz és Meche Barba később a Rosalinda című sorozatban játszottak együtt.
- Fernando Colunga és Enrique Lizalde később az Esmeralda sorozatban játszottak együtt, ahol apa-fia viszonyuk volt.
- Thalía és Pituka de Foronda már játszottak együtt Thalía előző sorozatában, a Marimarban is.